# ولپگلینو
ولپگلینو (به ایتالیایی: Volpeglino) یک کومونه در ایتالیا است که در استان آلساندریا واقع شده‌است.

## خصوصیات
ولپگلینو ۳٫۲ کیلومترمربع مساحت و ۱۶۲ نفر جمعیت دارد و ۲۴۳ متر بالاتر از سطح دریا واقع شده‌است.